# Supercopa de Europa 1987
La Supercopa de Europa de 1987 fue una competición de fútbol que enfrentó al ganador de la Copa de Europa y de la Recopa de Europa de la temporada anterior 1986-87.

## Equipos participantes
| F. C. Porto   |  | Bandera de Portugal         |  | Campeón de la Copa Europa (1986-87)      |
| A. F. C. Ajax |  | Bandera de los Países Bajos |  | Campeón de la Recopa de Europa (1986-87) |

## Detalles

### Partido de ida
| 24 de noviembre de 1987 | Ajax Ámsterdam | 0:1 (0:1) | Porto         | Estadio Olímpico, Ámsterdam                                         |                                                                     |
|                         |                |           | Rui Barros 5' | Asistencia: 27 000 espectadores Árbitro(s): Bob Valentine (Escocia) | Asistencia: 27 000 espectadores Árbitro(s): Bob Valentine (Escocia) |

|  |  |

| Ajax Amsterdam :   |  |                   |     |     |
|                    |  |                   |     |     |
| POR                |  | Stanley Menzo     |     |     |
| DEF                |  | Danny Blind       |     |     |
| DEF                |  | Frank Verlaat     |     |     |
| DEF                |  | Aron Winter       | 68' |     |
| MED                |  | Rob Witschge      |     |     |
| MED                |  | John van 't Schip |     |     |
| MED                |  | Jan Wouters       |     |     |
| MED                |  | Arnold Mühren     |     | 46' |
| MED                |  | Ally Dick         |     |     |
| DEL                |  | Dennis Bergkamp   |     |     |
| DEL                |  | John Bosman       |     |     |
| Sustituciones :    |  |                   |     |     |
| MED                |  | Richard Witschge  | 46' |     |
| MED                |  | Ronald de Boer    | 68' |     |
| Director técnico : |  |                   |     |     |
| Johan Cruijff      |  |                   |     |     |

| FC Porto :         |   |                      |     |
|                    |   |                      |     |
| POR                |   | Józef Młynarczyk     |     |
| DEF                |   | João Pinto           |     |
| DEF                |   | Augusto Inácio       |     |
| DEF                |   | Geraldão             |     |
| DEF                |   | António Lima Pereira |     |
| MED                |   | António André        |     |
| MED                |   | António Frasco 84'   |     |
| MED                |   | Jaime Magalhães      |     |
| MED                |   | António Sousa        |     |
| DEL                |   | Rui Barros           |     |
| DEL                |   | Fernando Gomes       |     |
| Sustituciones :    |   |                      |     |
| MED                | 6 | Quim                 | 84' |
| Director técnico : |   |                      |     |
| Tomislav Ivić      |   |                      |     |

### Partido de vuelta
| 13 de enero de 1988 | Porto             | 1:0 (0:0) | Ajax Ámsterdam | Estádio das Antas, Oporto                                               |                                                                         |
|                     | António Sousa 70' |           |                | Asistencia: 50 000 espectadores Árbitro(s): Aron Schmidhuber (Alemania) | Asistencia: 50 000 espectadores Árbitro(s): Aron Schmidhuber (Alemania) |

|  |  |

| FC Porto :         |  |                      |     |
|                    |  |                      |     |
| POR                |  | Józef Młynarczyk     |     |
| DEF                |  | João Pinto           |     |
| DEF                |  | Augusto Inácio       |     |
| DEF                |  | Geraldão             |     |
| DEF                |  | António Lima Pereira |     |
| MED                |  | Fernando Bandeirinha | 83' |
| MED                |  | Jaime Magalhães      |     |
| MED                |  | António Sousa        |     |
| MED                |  | António André        |     |
| DEL                |  | Rui Barros           |     |
| DEL                |  | Fernando Gomes       | 89' |
| Sustituciones :    |  |                      |     |
| MED                |  | José Semedo          | 83' |
| DEL                |  | Jorge Plácido        | 89' |
| Director técnico : |  |                      |     |
| Tomislav Ivić      |  |                      |     |

| Ajax Amsterdam :   |  |                   |     |
|                    |  |                   |     |
| POR                |  | Stanley Menzo     |     |
| DEF                |  | Danny Blind       |     |
| DEF                |  | Peter Larsson     |     |
| DEF                |  | Danny Hesp        |     |
| MED                |  | Jan Wouters       |     |
| MED                |  | John van 't Schip |     |
| MED                |  | Arnold Mühren     |     |
| MED                |  | Aron Winter       |     |
| MED                |  | Rob Witschge      | 64' |
| DEL                |  | Dennis Bergkamp   | 81' |
| DEL                |  | John Bosman       |     |
| Sustituciones :    |  |                   |     |
| DEL                |  | Bryan Roy         | 64' |
| DEL                |  | Hennie Meijer     | 81' |
| Director técnico : |  |                   |     |
| Johan Cruijff      |  |                   |     |

|                         |
| Bandera de Portugal     |
| Campeón Porto 1º Título |